# Martići
Martići (en serbe cyrillique : Мартићи) est un village du sud du Monténégro, dans la municipalité de Bar.

## Démographie

### Évolution historique de la population
| 1948 | 1953 | 1961 | 1971 | 1981 | 1991 | 2003 |
| ---- | ---- | ---- | ---- | ---- | ---- | ---- |
| 521  | 530  | 564  | 641  | 682  | 484  | 357  |